# SN 2002R
SN 2002R – supernowa odkryta 9 stycznia 2002 roku w galaktyce A022927+0051. W momencie odkrycia miała maksymalną jasność 24,10m.